# Gaussia intermedia
Gaussia intermedia is een eenoogkreeftjessoort uit de familie van de Metridinidae. De wetenschappelijke naam van de soort is voor het eerst geldig gepubliceerd in 1998 door Defaye.